# Ernst Schneppenhorst
Ernst Wilhelm Schneppenhorst (né le 19 avril 1881 à Krefeld, mort le 23 ou 24 avril 1945 à Berlin) est un homme politique socialiste allemand, résistant au nazisme.

## Biographie
De formation de charpentier, il s'installe à Nuremberg après cinq ans de compagnonnage. Il s'inscrit au Parti social-démocrate d'Allemagne (SPD) et devient membre du Landtag de Bavière de 1912 à 1920.
De novembre 1918 à mars 1919, il devient membre du gouvernement de Bavière et s'occupe du 3e corps d'armée royal bavarois (de). Durant la République des conseils de Bavière, Schneppenhorst fait partie du cabinet du Ministre-président de Bavière Johannes Hoffmann en tant que ministre de la Guerre du 18 mars au 22 août 1919. En 1921, il ouvre une boutique d'opticien.
De 1932 à 1933, Schneppenhorst est le président bavarois du Front de fer contre la montée du nazisme et représente la Franconie au Reichstag. Après la Machtergreifung, il vit d'abord dans la clandestinité et ouvre une brasserie que reprend Wilhelm Leuschner en 1936. Il est interné un an en 1937. Il s'implique ensuite dans la création de cercles de résistants autour de Leuschner.
En 1939, il est arrêté juste après le déclenchement de la guerre. Après l'échec du complot contre Hitler du 20 juillet 1944, il est arrête dans le cadre de l'Aktion Gitter en août et amené à la prison de Lehrter Straße.
Dans la nuit du 23 au 24 avril 1945, Ernst Schneppenhorst en compagnie d'Albrecht Theodor Andreas von Bernstorff et de Karl Ludwig von und zu Guttenberg sont sortis et assassinés par un commando du Reichssicherheitshauptamt.
Ernst Schneppenhorst est honoré dans le Mémorial en souvenir des 96 membres du Reichstag assassinés par les nazis, posé en 1992 près du Palais du Reichstag à Berlin.